# Edefors kyrka
Edefors kyrka är högt belägen i Harads by, Bodens kommun. Den är församlingskyrka i Edefors församling i Luleå stift.

## Historik
Edefors församling, till ytan av 1600 km², bildades den 1 maj 1890 genom delning av Överluleå församling. Den 8 juli 1888 invigdes den första kyrkan, som var en mycket stor träbyggnad*. Den ödelades emellertid fullständigt genom brand den 4 maj 1918. Man beslöt därefter att utlysa en arkitekttävling genom annons i Dagens Nyheter. Man fick endast två tävlande: arkitekt Gustav Holmdahl, Stockholm och Valdemar Granlund, då byggmästare i Luleå. Församlingens byggnadskommitté förordade Granlunds förslag, men det underkändes av Byggnadsstyrelsen. Sex år senare tog kommittén direktkontakt med Byggnadsstyrelsen och John Åkerlund fick uppdraget att rita den nya kyrkan.

## Kyrkobyggnaden
Edefors kyrka uppfördes 1927–1928 av byggmästare Uno Lindgren, Boden, efter ritningar av John Åkerlund. Den invigdes midsommardagen 1928 av biskop Olof Bergqvist. Det är en bred och låg långkyrka med ett sidoställt lågt torn, som kröns av en smal spira. Byggnaden är uppförd med stomme av bilat, liggande timmer. Fasaderna är klädda med stående lockpanel. De var ursprungligen målade i rödbrunt, men är sedan 1940-talet vitmålade. Taket är spånklädd och avvalmat mot kortsidorna med två takfall.  
Takstolen vilar dels på väggen och dels på stolpar en bit utanför ytterväggen. Ingång sker genom tornets södra sida. Långhuset har rektangulära fönster. Kyrkorummet är klätt med träpanel. Det klöverbladsvälvda taket har målade dekorationer utförda av Erik Jerkhe, Stockholm. Altaret är placerat i en rektangulär nisch. Sakristia och brudkammare inreddes 1969 under läktaren.

## Inventarier
- Takkronor snidade av arkitekten och konstnären Valdemar Granlund, Harads.
- Altarsilver,
- Två sjuarmade ljusstakar

## Orglar

### Huvudorgel
- År 1928 byggde Elis Alm, Nordsjö, en piporgel till den nya kyrkan med tretton orgelstämmor uppdelade på två manualer och pedal.
- År 1950 gjorde Grönlunds Orgelbyggeri en översyn och en del smärre förändringar.
- År 1968 byggde Grönlunds en ny mekanisk orgel med ny fasad.[1]

#### Nuvarande disposition
| Manual I          | Manual II     | Pedal                          |  |
| Rörflöjt 8'       | Gedackt 8'    | Subbas 16'                     |  |
| Principal 4'      | Rörflöjt 4'   | Principal 8'                   |  |
| Spetsflöjt 4'     | Principal 2'  | Koppelflöjt 4'                 |  |
| Gemshorn 2'       | Kvinta 1 1/3' | Rauschkvint II ch. 2 2/3' + 2' |  |
| Mixtur III-IV ch. | Krumhorn 8'   | Fagott 16'                     |  |
|                   | Tremulant     |                                |  |

### Kororgel
Byggd av Grönlunds orgelbyggeri 1953. 

## Beskrivning av den gamla kyrkobyggnaden
Kyrkan var färdig nog att kunna användas annandag jul för julottan december 1887 tillsammans med den nya 13-stämmiga orgeln med två manualer och särskild pedal, byggd av bröderna Nils Oskar och Petter Alm från Över-Luleå (Boden). Nils Oskar själv spelade på orgeln då. Kyrkan användes igen för annandag påsk 26 april 1888. Den första nattvardsgången hölls också då av kyrkohede Axel Hugo Sandström i Över-Luleå. Så kyrka och orgel (ännu inte besiktigad och godkänd) användes innan själva invigningen den 8 juli 1888. Kyrkan låg upphöjt i fritt läge i norra delen av Harads by inte långt från Lule älvs strand. Kyrkans arkitektur var hållen i götisk spetsbågestil med lätta luftiga uppåtsträvande former. Dekorationsmålningen var i samma stil med ljusa färger. Ett rikt solljus kom genom de många fönstren och de målade fönstren spred ett magiskt ljus inne i byggnaden. Fasaden var värdig och lugn. Konstigt sammansatta gavlar med en djärv uppåtspringande pyramidformig tornspira gav ett upplyftande och anslående intryck. Kyrkan, som var en långkyrka av trä, ritades av professor Ernst Jakobsson i Stockholm. Den var 150 fot lång (44,5 m) och 70 fot bred (20,8 m). Från stensockeln upp till takåsen var 66 fot (19,6 m). Inre höjd från golv till takvalv var 48 fot (nära 14,3 m). Kyrkan var beräknad att rymma 900 personer. I nordvästra hörnet reste sig tornet 180 fot högt (53,4 m) med plåtbeklädd spira som hade smäckert utseende. 
Till kyrkans inre ledde 3 portar med dubbeldörrar varav en till sakristian. Bänkarna var bekväma och ändamålsenliga och avskiljda genom en lång- och en tvärgång med tillräcklig bredd. Kyrkans mittenparti vilade på 19 fristående pelare och 4 valvpelare. Väggpelarna bildade valvbågar med 10 rosettfönster  på varje sida. Kyrkans tak hade två avsatser där emellan rosettfönstren hade sin plats. Nedre takavsatsen sköt ut 37 fot (nära 11 meter) på varje sida vilket möjliggjorde rum för mindre bänkar på långsidorna och gångar. 17 spetsfönster på varje sida på ytterväggarna, 3 höga fönster på varje gavel. Ovanför var 5 små och nedanför 9 mindre fönster vilket alla bidrog till ljuset i kyrkan.
Inredning
Predikstolens tak var uppburet av 8 stålstänger med blå knappar. Den var målad i ljus lila färg. Den hade sin plats nära koret och sakristian som var platsbesparande och ljudet därifrån led ingen olägenhet för akustikreglerna noga hade använts. Tre stora och vackra ljuskronor, skänkta av överstelöjtnant Carl Otto Bergman varav två var gjutna vid Leja metallkonstgjuteri (måste varit i närheten av Leja koppargruva) i Örebro län, hängde ner ovanför långgången där den yttersta nära koret hade 4 lampor på sin insida. På varje pelare var målade 2 änglahuvuden. Koret bildade ett särskilt valv med hög ingång i spetsbågestil där ovanför i guldbokstäver stod: "Wälsignad ware han, som kommer i Herrans namn". På varje sida om den ingången stod i 4 grekiska bokstäver: "Christus, Konung, Begynnelsen och Ändan". Koret var upplyst av 5 spets- och 3 rosettfönster av färgat glas där de senares färger var grönt, blått, gredelint, rött, mörkgult, ljusgult och vitt. Ovanför ingången till koret var 6 små spetsfönster med vitt glas som gav en skimrande belysning med stor och skön effekt. Ovanför altaret var en nisch målad i stålblå färg och i den stod en cirka 7 fot (strax över 2 m) hög gestalt av Kristus inbjudande till nattvarden med en apostel på varje sida. Kristusfiguren var i vitt som gav en bra effekt mot den stålblå bakgrunden. All målning i kyrkan var hållen i ljus färgton i blått, brunrött och gult. Orgeln var målad i överensstämmelse med det andra i ljusgult och med guldornering.
Kyrkan var uppvärmd av två Gurneyska ugnar (uppfunnen av Goldsworthy Gurney och tillverkades av Boliden) som var uppsatta 2,4 meter under jord i en inmurad värmekammare placerad utanför kyrkans inre gavelvägg. Ugnarna vilade på 4 järnvägsskenor 1,7 meter ovanför kammargolvet varifrån en 1,7 meter bred och 1,1 meter hög trätrumma sträckte sig under kyrkans golv fram till korsgången vid mittskeppet och sidoskeppen där den utmynnade i en 1,7 meter öppning i golvet med ett rutgaller av gjutjärn. Genom gallret fördes kalluften från kyrklokalen via luftdraget från eldningen, bort till värmekammaren där den uppvärmda luften gick vidare till två gallerverk, placerade 3,5 meter över kyrkgolvet. Genom ständig eldning i ugnarna under gudstjänsten var där ett cirkulationssystem som var beräknat utifrån professor Johan Erik Cederbloms kalorifersystem. Hela anläggningen kostade 1500 kr.
De två kyrkklockorna av stål var beställda ifrån England och kostade hälften av motsvarande av malm. De var stämda i harmoni, något som var utfört för 25 % av totalkostnaden.